# Сражение при Кингс-Маунтин
Сражение при Кингс-Маунтин (англ. Battle of Kings Mountain) — одно из сражений южного театра американской Войны за независимость, произошедшее 7 октября 1780 года в 14 километрах к югу от современного городка Кингс-Маунтин в Северной Каролине. В ходе сражения ополчение американских сепаратистов разгромило ополчение лоялистов под командованием Патрика Фергюсона. Сражение вошло в историю войны как крупнейшее столкновение с участием исключительно американцев.
Фергюсон прибыл в Северную Каролину в начале сентября 1780 года для набора рекрутов в ополчение лоялистов и для прикрытия фланга основной армии Корнуоллиса. Фергюсон потребовал от местных повстанцев немедленно сложить оружие или же испытать на себе все последствия отказа. В ответ на это американские сепаратисты сконцентрировали свои силы для нападения на Фергюсона. Узнав о предстоящем нападении, Фергюсон решил отступить к основной армии Корнуоллиса, но противник настиг его у Кингс-Маунтин. Сепаратисты внезапно атаковали и окружили лоялистов, и после часа перестрелки Фергюсон был убит при попытке прорыва окружения. После его гибели лоялисты сдались. Многие сдавшиеся были сразу убиты в виде мести за казни пленных Тарлтоном после сражения при Ваксхаузе, но офицерам удалось остановить убийства. Несмотря на одержанную победу, сепаратистам пришлось отойти из опасения появления основной армии Корнуоллиса.